# Rhynchina edii
Rhynchina edii là một loài bướm đêm trong họ Erebidae.